# TSR Winniczna
TSR Winnicza – telewizyjna stacja retransmisyjna z wieżą o wysokości 54 m, znajdująca się w Szczecinku, przy ul. Winnicznej. Właścicielem obiektu jest EmiTel sp. z o.o.
20 maja 2013 została zakończona emisja programów telewizji analogowej. Tego samego dnia rozpoczęto nadawanie sygnału trzeciego multipleksu w ramach naziemnej telewizji cyfrowej.

## Parametry
- Wysokość posadowienia podpory anteny: 147 m n.p.m.[3]
- Wysokość zawieszenia systemów antenowych: TV: 41 m n.p.t.[3]

## Transmitowane programy

### Programy telewizyjne – cyfrowe
| Nazwa multipleksu | Częstotliwość | Kanał | Moc promieniowana nadajnika | Polaryzacja | Kompresja wizji |
| ----------------- | ------------- | ----- | --------------------------- | ----------- | --------------- |
| MUX 3             | 786,00 MHz    | 60    | 0,017 kW                    | pozioma     | MPEG-4          |

## Nienadawane analogowe programy telewizyjne
| LP | Program               | Właściciel            | Częstotliwość | Kanał | Moc nadajnika | Polaryzacja | Data wyłączenia nadajnika |
| -- | --------------------- | --------------------- | ------------- | ----- | ------------- | ----------- | ------------------------- |
| 1  | TVP Info/TVP Szczecin | Telewizja Polska S.A. | 471,25 MHz    | 21    | 0,5 kW        | pozioma     | 20 maja 2013              |